# Mladkov
Mladkov (niem. Wichstadtl) – wieś w Czechach, w kraju pardubickim (czes. Pardubický kraj) okres Uście nad Orlicą.
Podgórska przygraniczna miejscowość leżąca nad Cichą Orlicą (czes. Tiché Orlice) na wysokości 500 – 510 m n.p.m. u południowego podnóża Gór Bystrzyckich na pograniczu z Górami Orlickimi. Pierwsza wzmianka o miejscowości pochodzi z 1367 r., kiedy zbudowano kościół dla mieszkańców związanych z odkrytą w pobliżu rudą żelaza.
W 1513 r. Jan Žampach z Potštejna usadowił tu swoją siedzibę i nad lewym brzegiem Cichej Orlicy w miejscu zwanym Biały zamek (czes. Bilý dům) zbudował twierdzę z parkanami (w pobliżu dzisiejszej elektrowni).  W 1577 r. miejscowość wymieniana jest jako miasteczko z hutą szkła, młynem wodnym i gorzelnią. Potem do zniesienia państw dziedzicznych w 1848 r. własność Althannów.
W środku wsi znajduje się barokowy kościół św. Jana Chrzciciela z 1697 r., przebudowany w latach 1732-1744, barokowa kolumna maryjna, figura przedstawiająca Kalwarię i figura św. Jana Nepomucena. Do dziś zachowało się strome grodzisko z rowami.

## Komunikacja
Przez wieś przebiegają:
- linia kolejowa Letohrad–Lichkov z przystankiem Mladkov
- droga lokalna nr 312 Králíky–Žamberk
- droga lokalna nr 311 Jablonné nad Orlicí–Rokytnice v Orlických horách.

## Turystyka
przez wieś prowadzi szlak turystyczny
- czerwony – Jiraskova cesta
- we wsi ośrodek sportów zimowych